# Günther Hercher
Günther Hercher (* 9. August 1927 in Rudolstadt) ist ein ehemaliger deutscher Fußballspieler, der von 1949 bis 1952 für Stahl/Motor Altenburg in der DDR-Oberliga, der höchsten Spielklasse im DDR-Fußball, aktiv war.

## Sportliche Laufbahn
Zur ersten Saison der neu gegründeten Ostzonen-Fußballliga (später DDR-Oberliga) nahm die ZSG Altenburg auch den 22-jährigen Günter Hercher in ihren Kader auf. In der Spielzeit 1949/50 mit 26 Runden bot ihn Spielertrainer Herbert Klemig in 19 Begegnungen überwiegend als Stürmer auf. Auch im Relegationsspiel um den Klassenerhalt, das die ZSG mit 3:2 gegen Anker Wismar gewann, stand Hercher in der Mannschaft. In allen Spielen blieb er ohne Torerfolg. In der Saison 1950/51, in der die Zentrale Sportgemeinschaft in die Betriebssportgemeinschaft (BSG) Stahl umgewandelt wurde,  wurde Klemig vom 7. Spieltag an von Heinz Kapitän als Trainer ersetzt. Hercher musste mehrfach aussetzen und kam in 34 Oberligaspielen nur zu 15 Einsätzen. Diesmal spielte er hauptsächlich im Mittelfeld, blieb aber immer noch torlos. Zur Saison 1951/52 kehrte Klemig wieder als Spielertrainer zurück, und er setzte Hercher nun als Abwehrspieler ein. Wieder mit mehreren Ausfällen kam dieser in 26 Oberligaspielen zum Einsatz und erzielte nun auch zwei Tore. Am Saisonende stand die BSG Stahl als Absteiger aus der Oberliga fest. In die Saison 1953/54 in der zweitklassigen DDR-Liga gingen die Altenburger als BSG Motor an den Start. Hercher gelang es, sich als Stammspieler zu etablieren, indem er alle 24 Ligaspiele bestritt und ein Tor erzielte. Seinen Stammplatz konnte er auch in den beiden folgenden Spielzeiten verteidigen. Von den insgesamt 52 Ligaspielen absolvierte er 43 Partien und kam auf sieben bzw. vier Tore. Im Herbst 1955 wurde im DDR-Fußball eine Übergangsrunde durchgeführt, die zum Wechsel vom Sommer-Frühjahr-Spielrhythmus zur Kalenderjahrsaison diente. In der DDR-Liga wurden 13 Spiele ausgetragen, in denen Hercher in jeder Begegnung mitwirkte. Anschließend beendete er 28-jährig seine Laufbahn im Leistungssport. Innerhalb von sechs Spielzeiten war er auf 61 Spiele in der Oberliga mit zwei Toren und 80 Einsätzen in der DDR-Liga mit 13 Toren gekommen.